# Georges Turlier
Georges Turlier, född 16 juli 1931 i Saint-Hilaire-Fontaine, är en fransk före detta kanotist.
Turlier blev olympisk guldmedaljör i C-2 10000 meter vid sommarspelen 1952 i Helsingfors.